# Tmetonyx gulosa
Tmetonyx gulosa is een vlokreeftensoort uit de familie van de Uristidae. De wetenschappelijke naam van de soort is voor het eerst geldig gepubliceerd in 1845 door Kroyer.